# Emmehard
Emmehard († 1155 in Mitteldeutschland) war nach Johannes Scotus der zweite nachweisbare mecklenburgische Bischof.

## Leben
Nach einer vakanten Zeit von 80 Jahren wurde durch Hartwig I. von Stade, den Erzbischof von Hamburg und Bremen, der Versuch unternommen, im Bistum Mecklenburg einen neuen Bischof mit Bischofssitz in der Mickelenburg bei Wismar einzuführen. Am 10. Oktober 1149 weihte er in Harsefeld bei Stade für Oldenburg den Priester Vicelin von Aldenburg und für Mecklenburg Emmehard zu Bischöfen und sandte sie in das Land der Armut und des Hungers, wo der Sitz des Satans und die Wohnung allen unreinen Geistes sei. Da der Bischofsweihetag damals ein Montag war, wäre es nach der liturgischen Praxis der Kirche richtiger, den 9. Oktober 1149 als Weihetag anzunehmen. In einer weiteren nicht belegten Quelle wird der 25. September 1149 angegeben.
Wegen Verweigerung der Investitur durch den weltlichen Arm ergaben sich beim neuen Bischof anscheinend Gewissenbedenken, sodass er in seinem Bistum kaum tätig werden konnte.
Emmehard hielt sich meist außerhalb des Landes auf, so war er am 18. Mai 1152 bei König Friedrich in Merseburg und am 8. März 1154 bei Bischof Wichmann in Naumburg. Da der mecklenburgische Bischof Emmehard 1152, 1154 und 1155 nur in mitteldeutschen Überlieferungen genannt wurde, scheint er gar nicht zum Sitze gelangt zu sein ..., wie aus der deutschen Übersetzung einer Urkunde des Klosters Pforta zu entnehmen ist.
Es wurde berichtet, dass Emmehard seinem Amte treulich vorgestanden und selbiges durch Predigten und Taufen verwaltet habe und mit großer Mühe an der Bekennung der Wenden gearbeitet und viele derselben durch seine Vorsorge zum Christlichen Glauben gebracht, im übrigen aber einem exemplarischen apostolischen Wandel geführt habe. Gelegentlich wurde Bischof Emmehard auch als Mönch bezeichnet, da er sich gegenüber dem Abt Wibald von Corvey als frater bezeichnete, doch konnte man ihn auch Mitbruder nennen.
Der unstet irrende und ringende Bischof soll 1155 irgendwo in Mitteldeutschland gestorben sein, sein Todestag und der Bestattungsort sind unbekannt. Auch eigene Urkunden sind nicht überliefert und sein Siegel ist nicht vorhanden.